# Saison 2015-2016 des Gamyo Épinal
Saison précédente Saison suivante
La saison 2015-2016 des Gamyo Épinal est la quarante-sixième de l'histoire du club, cent-dix ans après sa fondation. Stéphane Barin devient le nouvel entraîneur du club en remplacement de Philippe Bozon.

## Avant-saison
Le 5 mai à l'occasion du match entre l'Équipe de France et l'Autriche comptant pour le Championnat du monde, l'entraîneur Philippe Bozon, qui commente les matchs pour la chaîne télévisée Sport+, annonce en direct à l'antenne qu'il ne sera plus l'entraîneur d'Épinal, invoquant des « objectifs sportifs personnels et du club qui ne correspondent pas ». Lors d'une conférence de presse organisée le 14 mai, le club annonce la nomination de Stéphane Barin au poste d'entraîneur en chef. Lors de cette conférence de presse, Anthony Maurice annonce également les prolongations de contrats de Maxime Moisand et Vojtech Kloz.
Le 16 mai le club d'Amiens annonce le retour de Grégory Beron dans son effectif. Quelques jours plus tard, en direct sur Vosges Télévision le manager annonce la première recrue de l'été avec le jeune gardien français Benoit Niclot, en provenance de Morzine. Il annonce également les reconductions de Jan Plch, Gasper Susanj, Maxime Ouimet, Alain Goulet, Mathieu Le Blond, Anthony Rapenne, Pierre-Charles Hordelalay et Yannick Offret. Des informations confirmées, et complétées par l'annonce des prolongements de Martin Charpentier et Andrej Hocevar, le 19 mai par une annonce sur le site officiel du club. Le 26 mai le club annonce les prolongations de contrat de Anze Kuralt, Aziz Baazzi (pour deux ans) ainsi que le retour de Steven Cacciotti après une saison à Dijon. C'est ensuite les français Vincent Kara et Peter Valier qui quittent le club, le premier pour rejoindre le deuxième échelon finlandais, la Mestis, le second pour le promu Bordeaux. Alors que le programme estival se dévoile, le recrutement se poursuit avec le prolongement du slovène Ken Ograjensek et l'arrivée du français Hugo Vinatier, en provenance des Bisons de Neuilly sur Marne, club de D1 ainsi que de Thibaut Farina.

Alors que le club piste des joueurs internationaux français comme Sacha Treille, le manager général Anthony Maurice admet dans la presse que l'intersaison est compliquée à gérer. La situation se complique encore le 3 juillet lorsque la Commission Nationale de Suivi, de Contrôle et de Gestion (la CNSCG), le gendarme financier du hockey français, invalide le budget 2015-2016 du club. Après avoir fait appel de la décision, le club présente un budget modifié devant la Commission Fédérale d'Appel de la Fédération Française de Hockey su Glace (FFHG) le 16 juillet. Alors que la Commission met son décision en suspens jusqu'au 22 juillet, les joueurs quittent le club. Le premier est Benoît Niclot qui part rejoindre les Spartiates de Marseille en invoquant des problèmes de contrat dans la presse. Le 22 juillet, la Commission Fédérale d'Appel valide l'Image Club d'Épinal sous conditions. Le club doit provisionner 700 000 € pour répondre aux besoins de deux contrôles de l'URSSAF avant le 29 juillet. Le 30 juillet, la FFHG annonce que le club d'Épinal n'a pas satisfait aux exigences de la Commission Fédérale d'Appel et que, par conséquent, le club n'est pas validé en Ligue Magnus, une décision contestée en appel devant le Comité Nationale Olympique du Sport Français (CNOSF).

Alors que le club doit patienter jusqu'au 19 août pour connaitre la décision du CNOSF, dernière étape avant le tribunal administratif, l'effectif continue de se construire avec les arrivées de Lucas Savoye, Florian Sabatier, David Klimek et Dominik Fujerik alors que Michal Petrak et Nicolas Leonelli quittent le club. L'effectif reprend l'entraînement le 9 août sans son capitaine Maxime Ouimet qui indique à la presse qu'il ne souhaite revenir en France qu'une fois qu'il aura la garantie que les Gamyo seront validés en Ligue Magnus. Quelques jours plus tard, Maxime Ouimet annonce qu'il ne reviendra pas à Épinal, préférant rejoindre les Prédateurs de Laval qui évoluent en LNAH. Le 14 août c'est au tour du défenseur Alain Goulet de quitter le club. L'équipe dispute malgré tout son premier match de préparation à Poissompré face à Strasbourg le 18 août pour une défaite 2-3.

Le 19 août, après la conciliation devant le CNOSF, la FFHG finit par valider les Gamyo en Ligue Magnus.

## Statistiques

### Résultats
| Compétition       | Débute en       | Termine en      | Matches joués | Victoires | Victoires a.p./t.a.b. | Défaites a.p./t.a.b. | Défaites | Buts pour | Buts contre | Différence |
| ----------------- | --------------- | --------------- | ------------- | --------- | --------------------- | -------------------- | -------- | --------- | ----------- | ---------- |
| Saison Régulière  | -               | -               | 26            | 16        | 5                     | 1                    | 4        | 100       | 64          | +36        |
| Play-offs         | Quart de finale | Demi-finale     | 12            | 7         | 0                     | 2                    | 3        | 44        | 32          | +12        |
| Coupe de France   | Non disputée    | -               | -             | -         | -                     | -                    | -        | -         | -           | -          |
| Coupe de la Ligue | Phase de poules | Phase de poules | 6             | 2         | 0                     | 0                    | 4        | 13        | 25          | -12        |
| Total             | -               | -               | 44            | 25        | 5                     | 3                    | 11       | 157       | 101         | +56        |

## Compétitions

### Pré-saison
| no   | Date        | Domicile   | Score | Extérieur     | Prolongation | Bilan   | Référence |
| ---- | ----------- | ---------- | ----- | ------------- | ------------ | ------- | --------- |
| 1    | 18 août     | Épinal     | 2-3   | Strasbourg    |              | 0-0–1–0 | Recap     |
| 2    | 21 août     | Strasbourg | 2-4   | Épinal        |              | 1-0-1–0 | Recap     |
| 3[a] | 27 août     | Épinal     | 0-5   | Ylves Tampere |              | 1-0-2–0 | Recap     |
| 4[a] | 28 août     | Épinal     | 3–2   | Karlskrona    | Prl          | 1-1-2–0 | Recap     |
| 5[a] | 29 août     | Bystrica   | 5-0   | Épinal        |              | 1-1-3–0 | Recap     |
| 6    | 4 septembre | Épinal     | 7-2   | Mulhouse      |              | 2-1-3–0 | Recap     |

Notes : a  Matchs joués à Yverdon dans le cadre du Tournoi des Bains.
Légende:
- Victoires
- Victoires en prolongations ou en fusillade
- Défaites

### Championnat

#### Saison régulière
| N° | Date         | Domicile                 | Score | Extérieur  | Pr. | Affluence | Points | Bilan    | Récapitulatif |
| -- | ------------ | ------------------------ | ----- | ---------- | --- | --------- | ------ | -------- | ------------- |
| 1  | 19 septembre | Lyon                     | 5-4   | Épinal     |     | 2 245     | 0      | 0–0-0–1  | Recap         |
| 2  | 26 septembre | Épinal                   | 5-2   | Gap        |     | 1 742     | 0      | 1–0-0–1  | Recap         |
| 3  | 3 octobre    | Bordeaux                 | 1-2   | Épinal     | Prl | 2 950     | 2      | 1–1-0–1  | Recap         |
| 4  | 10 octobre   | Épinal                   | 4-3   | Briançon   | Prl | 1 500     | 4      | 1–2-0–1  | Recap         |
| 5  | 17 octobre   | Épinal                   | 4-3   | Amiens     |     | 1 600     | 7      | 2–2-0–1  | Recap         |
| 6  | 24 octobre   | Brest                    | 0-3   | Épinal     |     | 1 115     | 10     | 3–2-0–1  | Recap         |
| 7  | 31 octobre   | Épinal                   | 5-2   | Dijon      |     | 1 500     | 13     | 4–2-0–1  | Recap         |
| 9  | 21 novembre  | Épinal                   | 4-3   | Strasbourg |     | 1 500     | 16     | 5–2-0–1  | Recap         |
| 10 | 27 novembre  | Angers                   | 3-4   | Épinal     |     | 880       | 19     | 6–2-0–1  | Recap         |
| 11 | 29 novembre  | Épinal                   | 5-2   | Morzine    |     | 1 800     | 22     | 7–2-0–1  | Recap         |
| 12 | 4 décembre   | Grenoble                 | 1-0   | Épinal     | Prl | 2 900     | 23     | 7–2-1–1  | Recap         |
| 13 | 12 décembre  | Épinal                   | 5-3   | Chamonix   |     | 1 800     | 26     | 8–2-1–1  | Recap         |
| 14 | 23 décembre  | Chamonix                 | 2-3   | Épinal     | Prl | 1 750     | 28     | 8–3-1–1  | Recap         |
| 15 | 27 décembre  | Épinal                   | 4-3   | Grenoble   |     | 1 715     | 31     | 9–3-1–1  | Recap         |
| 16 | 27 décembre  | Morzine-Avoriaz-Les Gets | 3-4   | Épinal     | Prl | 1 284     | 33     | 9–4-1–1  | Recap         |
| 17 | 6 janvier    | Épinal                   | 7-2   | Angers     |     | 1 668     | 36     | 10–4-1–1 | Recap         |
| 18 | 8 janvier    | Strasbourg               | 3-4   | Épinal     |     | 1 650     | 39     | 11–4-1–1 | Recap         |
| 19 | 13 janvier   | Épinal                   | 3-1   | Rouen      |     | 1 684     | 42     | 12–4-1–1 | Recap         |
| 20 | 16 janvier   | Dijon                    | 2-4   | Épinal     |     | 952       | 45     | 13–4-1–1 | Recap         |
| 21 | 19 janvier   | Épinal                   | 1-2   | Brest      |     | 1 785     | 45     | 13–4-1–2 | Recap         |
| 22 | 23 janvier   | Amiens                   | 3-1   | Épinal     |     | 3 200     | 45     | 13–4-1–3 | Recap         |
| 8  | 24 janvier   | Rouen                    | 2-4   | Épinal     |     | 2 746     | 48     | 14–4-1–3 | Recap         |
| 24 | 31 janvier   | Épinal                   | 7-5   | Bordeaux   |     | 1 688     | 51     | 15–4-1–3 | Recap         |
| 25 | 2 février    | Gap                      | 4-3   | Épinal     |     | 2 275     | 51     | 15–4-1–4 | Recap         |
| 23 | 3 février    | Briançon                 | 3-4   | Épinal     | Prl | 824       | 53     | 15–5-1–4 | Recap         |
| 26 | 3 février    | Épinal                   | 6-2   | Lyon       |     | 1 688     | 56     | 16–5-1–4 | Recap         |

Légende:
- Victoire
- Victoire en prolongations ou en fusillade
- Défaite en prolongations ou en fusillade
- Défaite

##### Classement et statistiques

###### Classement
| Clt   | Équipe     | PJ | V  | VP | D | DP | BP  | BC  | Diff | Pts |
| ----- | ---------- | -- | -- | -- | - | -- | --- | --- | ---- | --- |
| +001, | Gap        | 26 | 17 | 3  | 1 | 5  | 106 | 76  | +30  | 58  |
| +002, | Épinal     | 26 | 16 | 5  | 1 | 4  | 100 | 64  | +36  | 56  |
| +003, | Angers     | 26 | 18 | 0  | 1 | 7  | 110 | 84  | +16  | 55  |
| +004, | Grenoble   | 26 | 16 | 1  | 3 | 6  | 110 | 75  | +35  | 53  |
| +005, | Rouen      | 26 | 16 | 1  | 1 | 8  | 114 | 73  | +41  | 51  |
| +006, | Brest      | 26 | 12 | 4  | 0 | 10 | 72  | 82  | -10  | 44  |
| +007, | Amiens     | 26 | 14 | 1  | 2 | 11 | 89  | 87  | +2   | 40  |
| +008, | Strasbourg | 26 | 10 | 3  | 2 | 11 | 80  | 92  | -12  | 38  |
| +009, | Bordeaux   | 26 | 9  | 3  | 2 | 12 | 87  | 89  | -2   | 35  |
| +010, | Chamonix   | 26 | 8  | 0  | 3 | 15 | 71  | 84  | -13  | 27  |
| +011, | Briançon   | 26 | 6  | 2  | 2 | 16 | 76  | 101 | -25  | 24  |
| +012, | Lyon       | 26 | 6  | 1  | 3 | 16 | 67  | 107 | -40  | 23  |
| +013, | HCMAG      | 26 | 5  | 1  | 3 | 17 | 69  | 107 | -42  | 20  |
| +014, | Dijon      | 26 | 4  | 2  | 3 | 17 | 73  | 103 | -30  | 19  |

- Qualifié pour les quarts de finale
- Dispute la poule de maintien

###### Statistiques
| Équipe     | PJ | Affluence moyenne | Taux de remplissage moyen | Supériorité numérique | Supériorité numérique | Supériorité numérique | Supériorité numérique | Infériorité numérique | Infériorité numérique | Infériorité numérique | Infériorité numérique |
| Équipe     | PJ | Affluence moyenne | Taux de remplissage moyen | BPSUP                 | NB                    | %                     | BCSUP                 | BCINF                 | NB                    | %                     | BPINF                 |
| ---------- | -- | ----------------- | ------------------------- | --------------------- | --------------------- | --------------------- | --------------------- | --------------------- | --------------------- | --------------------- | --------------------- |
| Amiens     | 26 | 2895              | 90.47                     | 20                    | 104                   | 19.23                 | 1                     | 25                    | 117                   | 78.63                 | 4                     |
| Angers     | 26 | 997               | 96.52                     | 24                    | 118                   | 20.34                 | 5                     | 17                    | 112                   | 84.82                 | 0                     |
| Bordeaux   | 26 | 2954              | 89.19                     | 20                    | 110                   | 18.18                 | 4                     | 18                    | 92                    | 80.43                 | 2                     |
| Brest      | 26 | 972               | 88.36                     | 17                    | 95                    | 17.89                 | 3                     | 16                    | 111                   | 85.59                 | 1                     |
| Briançon   | 26 | 1533              | 66.65                     | 17                    | 102                   | 16.67                 | 5                     | 23                    | 117                   | 80.34                 | 5                     |
| Chamonix   | 26 | 1045              | 62.95                     | 15                    | 130                   | 11.54                 | 8                     | 10                    | 89                    | 89.47                 | 5                     |
| Dijon      | 26 | 707               | 70.70                     | 10                    | 116                   | 8.62                  | 2                     | 27                    | 144                   | 81.25                 | 9                     |
| Épinal     | 26 | 1671              | 98.99                     | 26                    | 144                   | 18.06                 | 1                     | 19                    | 92                    | 79.35                 | 5                     |
| Gap        | 26 | 2104              | 71.81                     | 24                    | 98                    | 24.49                 | 2                     | 12                    | 92                    | 86.96                 | 5                     |
| Grenoble   | 26 | 3031              | 86.60                     | 22                    | 91                    | 24.18                 | 1                     | 23                    | 122                   | 81.15                 | 5                     |
| HCMAG      | 26 | 980               | 76.62                     | 28                    | 115                   | 24.35                 | 5                     | 31                    | 151                   | 79.47                 | 2                     |
| Lyon       | 26 | 2807              | 88.80                     | 12                    | 90                    | 13.33                 | 6                     | 33                    | 131                   | 74.81                 | 6                     |
| Rouen      | 26 | 2587              | 94.18                     | 21                    | 122                   | 17.21                 | 5                     | 12                    | 100                   | 88.00                 | 3                     |
| Strasbourg | 26 | 1290              | 80.63                     | 29                    | 133                   | 21.80                 | 7                     | 19                    | 92                    | 79.35                 | 3                     |

#### Séries éliminatoires
| N° | Date       | Domicile | Score | Extérieur | Pr. | Affluence | Série | Récapitulatif |
| -- | ---------- | -------- | ----- | --------- | --- | --------- | ----- | ------------- |
| 1  | 19 février | Épinal   | 4-2   | Amiens    |     | 1 688     | 1-0   | Recap         |
| 2  | 20 février | Épinal   | 7-2   | Amiens    |     | 1 688     | 2-0   | Recap         |
| 3  | 23 février | Amiens   | 2-4   | Épinal    |     | 2 742     | 3-0   | Recap         |
| 4  | 24 février | Amiens   | 2-1   | Épinal    |     | 2 500     | 3-1   | Recap         |
| 5  | 27 février | Épinal   | 4-3   | Amiens    |     | 1 688     | 4-1   | Recap         |

| N° | Date    | Domicile | Score | Extérieur | Pr. | Affluence | Série | Récapitulatif |
| -- | ------- | -------- | ----- | --------- | --- | --------- | ----- | ------------- |
| 1  | 8 mars  | Épinal   | 1-4   | Angers    |     | 1 688     | 0-1   | Recap         |
| 2  | 9 mars  | Épinal   | 7-1   | Angers    |     | 1 688     | 1-1   | Recap         |
| 3  | 11 mars | Angers   | 1-3   | Épinal    |     | 1 050     | 2-1   | Recap         |
| 4  | 12 mars | Angers   | 4-0   | Épinal    |     | 963       | 2-2   | Recap         |
| 5  | 15 mars | Épinal   | 6-2   | Angers    |     | 1 688     | 3-2   | Recap         |
| 6  | 18 mars | Angers   | 4-3   | Épinal    | Tdf | 1 100     | 3-3   | Recap         |
| 7  | 20 mars | Épinal   | 4-5   | Angers    | Tdf | 1 688     | 3-4   | Recap         |

- Victoire
- Victoire en prolongations ou en fusillade
- Défaite en prolongations ou en fusillade
- Défaite

##### Tableau
|  | Quarts de finale au meilleur des 7 matches | Quarts de finale au meilleur des 7 matches | Quarts de finale au meilleur des 7 matches |               |                               | Demi-finales au meilleur des 7 matches | Demi-finales au meilleur des 7 matches | Demi-finales au meilleur des 7 matches |  |  | Finale au meilleur des 7 matches | Finale au meilleur des 7 matches | Finale au meilleur des 7 matches |
|  |                                            |                                            |                                            |               |                               |                                        |                                        |                                        |  |  |                                  |                                  |                                  |
|  | 1                                          | Rapaces de Gap                             | 4                                          |               |                               |                                        |                                        |                                        |  |  |                                  |                                  |                                  |
|  | 8                                          | Étoile noire de Strasbourg                 | 1                                          |               |                               |                                        |                                        |                                        |  |  |                                  |                                  |                                  |
|  | 8                                          | Étoile noire de Strasbourg                 | 1                                          |               | 1                             | Rapaces de Gap                         | 2                                      |                                        |  |  |                                  |                                  |                                  |
|  |                                            |                                            |                                            |               | 1                             | Rapaces de Gap                         | 2                                      |                                        |  |  |                                  |                                  |                                  |
|  |                                            | 5                                          | Dragons de Rouen                           | 4             |                               |                                        |                                        |                                        |  |  |                                  |                                  |                                  |
|  | 4                                          | 5                                          | Dragons de Rouen                           | 4             | Brûleurs de loups de Grenoble | 1                                      |                                        |                                        |  |  |                                  |                                  |                                  |
|  | 4                                          |                                            |                                            |               | Brûleurs de loups de Grenoble | 1                                      |                                        |                                        |  |  |                                  |                                  |                                  |
|  | 5                                          | Dragons de Rouen                           | 4                                          |               |                               |                                        |                                        |                                        |  |  |                                  |                                  |                                  |
|  |                                            |                                            |                                            |               |                               |                                        |                                        |                                        |  |  | 5                                | Dragons de Rouen                 | 4                                |
|  |                                            |                                            | 3                                          | Ducs d'Angers | 0                             |                                        |                                        |                                        |  |  |                                  |                                  |                                  |
|  | 2                                          | Gamyo Épinal                               | 4                                          |               |                               |                                        |                                        |                                        |  |  |                                  |                                  |                                  |
|  | 7                                          | Gothiques d'Amiens                         | 1                                          |               |                               |                                        |                                        |                                        |  |  |                                  |                                  |                                  |
|  | 7                                          | Gothiques d'Amiens                         | 1                                          |               | 2                             | Gamyo Épinal                           | 3                                      |                                        |  |  |                                  |                                  |                                  |
|  |                                            |                                            |                                            |               | 2                             | Gamyo Épinal                           | 3                                      |                                        |  |  |                                  |                                  |                                  |
|  |                                            | 3                                          | Ducs d'Angers                              | 4             |                               |                                        |                                        |                                        |  |  |                                  |                                  |                                  |
|  | 3                                          | 3                                          | Ducs d'Angers                              | 4             | Ducs d'Angers                 | 4                                      |                                        |                                        |  |  |                                  |                                  |                                  |
|  | 3                                          |                                            |                                            |               | Ducs d'Angers                 | 4                                      |                                        |                                        |  |  |                                  |                                  |                                  |
|  | 6                                          | Albatros de Brest                          | 1                                          |               |                               |                                        |                                        |                                        |  |  |                                  |                                  |                                  |

### Coupes

#### Coupe de la Ligue
| N° | Date         | Domicile   | Score | Extérieur  | Pr. | Affluence | Série | Récapitulatif |       |
| -- | ------------ | ---------- | ----- | ---------- | --- | --------- | ----- | ------------- | ----- |
| 1  | 8 septembre  | Rouen      | 3-0   | Épinal     |     | 2 352     | 0     | 0–0–1         | Recap |
| 2  | 1er octobre  | Épinal     | 2-3   | Rouen      |     | 900       | 0     | 0-0-2         | Recap |
| 3  | 15 septembre | Amiens     | 6-1   | Épinal     |     |           | 0     | 0-0-3         |       |
| 4  | 22 septembre | Épinal     | 6-4   | Strasbourg |     | 1 000     | 3     | 1-0-3         | Recap |
| 5  | 29 septembre | Strasbourg | 7-1   | Épinal     |     |           | 3     | 1-0-4         |       |
| 6  | 6 octobre    | Épinal     | 3-2   | Amiens     |     | 700       | 6     | 2-0-4         | Recap |

Légende:
- Victoires
- Défaites

Après une préparation tronquée et un effectif stabilisé tardivement, la Coupe de la Ligue n'apparaît pas comme une priorité pour les Gamyo. L'entraîneur Stéphane Barin se sert de ces matchs comme un surplus de préparation estivale. Ainsi, l'équipe est vite éliminée de cette compétition dont elle avait atteint les demi-finales la saison précédente.

#### Coupe de France
À la suite des problèmes financiers de l'été, le club est interdit de Coupe de France pour la saison 2015-2016.

## Récompenses et distinctions
À l'issue de la saison, le gardien Andrej Hocevar et l'entraîneur Stéphane Barin reçoivent respectivement les trophées Jean Ferrand de meilleur gardien et Camil Gélinas de meilleur entraîneur.
De plus, l'attaquant Ken Ograjensek termine meilleur pointeur et meilleur buteur (devant son coéquipier et compatriote Anze Kuralt) des séries éliminatoires avec un total de 18 points dont 9 buts. Cela lui permet d'être nommé au sein de la première équipe-type des séries éliminatoires en compagnie de son coéquipier Vojtech Kloz.